# Tunelul Lepșa
Tunelul Lepșa, cu lungimea de 47 metri este situat pe drumul național 2D care leagă municipiul Focșani de Târgu Secuiesc, înainte de satul Lepșa (km 67+300), județul Vrancea.